# 日本コンパクトディスク・ビデオレンタル商業組合
日本コンパクトディスク・ビデオレンタル商業組合（にほん - しょうぎょうくみあい、Compact Disc & Video Rental Commerce Trade Association of Japan）は、東京都千代田区に所在する経済産業省所管の商工組合。全国のCD・ビデオレンタル店により構成される。理事長は世良與志雄・フタバ図書代表取締役社長。略称CDVJ。
会員数は全国3869店舗（2004年3月現在）。友好関係団体に日本テレビゲーム商業組合・日本複合カフェ協会などがある。

## 沿革
1975年に神奈川県川崎市の東横線元住吉駅近くの綱島街道沿いに中古レコード店がオープンしたが、業績が振るわず閉店するのを機に親戚のアドバイスでサービスとして商品をレンタルしたところ大盛況となり、業態をレンタルレコード店に変え再出発した。店も元住吉駅近くに移転し屋号を「円盤」とする。日本で最初のレンタルレコード店の誕生である。ニッポン放送「玉置宏の笑顔でこんにちは」でおもしろい商売として紹介される。
1980年に東京都三鷹市で立教大学の学生であった大浦清一氏が日本初のレコードレンタル店・黎紅堂（れいこうどう）を開業したところ、またたく間に繁盛し全国でレコードレンタル店が開業した。
ところが、レンタルしたレコードをカセットテープに録音して返却する行為が常態化し、レコードの売上を減少させると危機感を抱いた日本レコード協会や全国レコード商組合連合会などが一斉にレコードレンタル反対キャンペーンを開始し、大きな社会問題となり与党議員が議員立法で貸しレコード規制法案を国会に提出する構えを見せた。
これに対し、主だったレンタルレコード店は野党議員にレンタル存続を求める署名を提出すると共に対案の作成を要請し、国会での与野党による協議を経て「商業レコードの公衆への貸与に関する著作者等の権利に関する暫定措置法」（昭和58年法律第76号）が成立した（1984年の著作権法改正で貸与権が創設されたことに伴い、同法は施行から1年で廃止）。
他方、通商産業省（当時）や文化庁の指導によりレンタルレコード店側と著作権者・著作隣接権者の協議も並行して行われ、1984年3月に設立認可された日本レコードレンタル商業組合と日本レコード協会・日本音楽著作権協会（JASRAC）・日本芸能実演家団体協議会（芸団協）の3団体による暫定合意が1986年に成立し、レコードレンタルを合法的に実施する条件が整った。
1994年には団体名を日本コンパクトディスクレンタル商業組合に改称するが、この頃にはほとんどの加盟店がビデオレンタルとの兼業になっており、この業種を代表する団体が存在しなかったことから1998年に「ビデオ」を団体名に追加して現在に至る（レンタルビデオの項も参照）。
フリーペーパー「J-CD NEWS」を発行し、加盟店舗で配布している。